# Pierre-Émile de La Balle
Pierre-Émile de La Balle, né le 27 octobre 1841 à Bernay et mort le 8 août 1905 à La Croix-Saint-Leufroy, est un historien français.

## Biographie
Ordonné prêtre en 1867, Pierre-Émile de La Balle a d’abord été vicaire à Verneuil. En 1872, il a occupé la cure de Saint-Ouen-du-Tilleul. Le 1er janvier 1884, il a été transféré à La Croix-Saint-Leufroy.
Féru d’histoire locale, il a publié plusieurs articles érudits dans la Semaine religieuse et la Normandie monumentale et pittoresque.

## Publications

### Ouvrages
- Jeanne d'Arc et le pays d’Évreux  (Tirage à part de la Revue catholique de Normandie), Évreux, Odieuvre, 1893, 29 p., in-8° (OCLC 458102056, lire en ligne).

### Articles
- Émile Travers (photogr. Paul Robert), « Le Château de Chambray à Gouville », dans La Normandie monumentale et pittoresque : Eure, Le Havre, Alphonse Lemâle, 1896, Gr. in-fol. ; 20 cm (OCLC 1176911237, lire en ligne sur Gallica), 1re [-2e] partie.... Partie 1, p. 51-3.
- Émile Travers (photogr. Paul Robert), « Ivry-La-Bataille », dans La Normandie monumentale et pittoresque : Eure, Le Havre, Alphonse Lemâle, 1896, Gr. in-fol. ; 20 cm (OCLC 1176911237, lire en ligne sur Gallica), 1re [-2e] partie.... Partie 1, p. 106-8.
- Émile Travers (photogr. Paul Robert), « L’Église de Pacy-sur-Eure », dans La Normandie monumentale et pittoresque : Eure, Le Havre, Alphonse Lemâle, 1896, Gr. in-fol. ; 20 cm (OCLC 1176911237, lire en ligne sur Gallica), 1re [-2e] partie.... Partie 1, p. 111-5.
- Émile Travers (photogr. Paul Robert), « Le Château et l’Église de Ménilles », dans La Normandie monumentale et pittoresque : Eure, Le Havre, Alphonse Lemâle, 1896, Gr. in-fol. ; 20 cm (OCLC 1176911237, lire en ligne sur Gallica), 1re [-2e] partie.... Partie 1, p. 116-8.
- Émile Travers (photogr. Paul Robert), « Le Château de Chambray-sur-Eure », dans La Normandie monumentale et pittoresque : Eure, Le Havre, Alphonse Lemâle, 1896, Gr. in-fol. ; 20 cm (OCLC 1176911237, lire en ligne sur Gallica), 1re [-2e] partie.... Partie 1, p. 145-6.
- Émile Travers (photogr. Paul Robert), « Le Château d’Acquigny », dans La Normandie monumentale et pittoresque : Eure, Le Havre, Alphonse Lemâle, 1896, Gr. in-fol. ; 20 cm (OCLC 1176911560, lire en ligne sur Gallica), 1re [-2e] partie.... Partie 2, p. 20-2.
- Émile Travers (photogr. Paul Robert), « L’Église de La Croix-Saint-Leufroy », dans La Normandie monumentale et pittoresque : Eure, Le Havre, Alphonse Lemâle, 1896, Gr. in-fol. ; 20 cm (OCLC 1176911560, lire en ligne sur Gallica), 1re [-2e] partie.... Partie 2, p. 36.
- Émile Travers (photogr. Paul Robert), « L’Abbatiale de La Croix-Saint-Leufroy », dans La Normandie monumentale et pittoresque : Eure, Le Havre, Alphonse Lemâle, 1896, Gr. in-fol. ; 20 cm (OCLC 1176911560, lire en ligne sur Gallica), 1re [-2e] partie.... Partie 2, p. 37-42.
- Émile Travers (photogr. Paul Robert), « L’Abbaye de Bonport », dans La Normandie monumentale et pittoresque : Eure, Le Havre, Alphonse Lemâle, 1896, Gr. in-fol. ; 20 cm (OCLC 1176911560, lire en ligne sur Gallica), 1re [-2e] partie.... Partie 2, p. 69-71.